# Бостонський коледж
Бостонський коледж (англ. Boston College) — приватний американський університет в місті Бостон, штат Массачусетс.
Займає 31-е місце в рейтингу «America's Best Colleges 2013: National Universities» — списку найкращих вищих навчальних закладів США, складеному виданням US News & World Report. У 2011 році журнал Forbes поставив Бостонський Коледж на 26 позицію серед найкращих університетів США. Також займає 8 рядок у списку найбільш популярних коледжів США, в які подають заяви випускники шкіл, а батьки випускників поставили коледж на 6 сходинку установ куди вони хотіли б відправити своїх дітей.
Бостонський коледж також відомий програмою MBA (Магістр ділового адміністрування, МДА), яка, в 2008 році за рейтингом видання US News & World Report зайняла 34 місце. У 2010 році видання Financial Times поставило програму магістратури Бостонського коледжу на 23 місце в США і 47 у світі.

## Прийом і вступ
Вступ до Бостонського коледжу один з найважчих в Массачусетсі і США, в 2012 році з 34090 абітурієнтів, які подали заяву на вступ стали студентами 2250 чоловік. Більше 80 % вступників знаходилися в числі 10 % найкращих учнів у своїх школах, їхній середній бал SAT коливався від 1930 до 2150 і від 30-33 по ACT іспиту.

## Ендаумент
У 2011 році ендаумент Бостонського коледжу, сформований за рахунок пожертвувань колишніх студентів та організацій, склав більше $ 1,7 млрд доларів. Пожертвування коледжу є одними з найбільших в США, незважаючи на те, що за кількістю студентів і розміром він майже вдвічі менший конкурентів.

## Структура

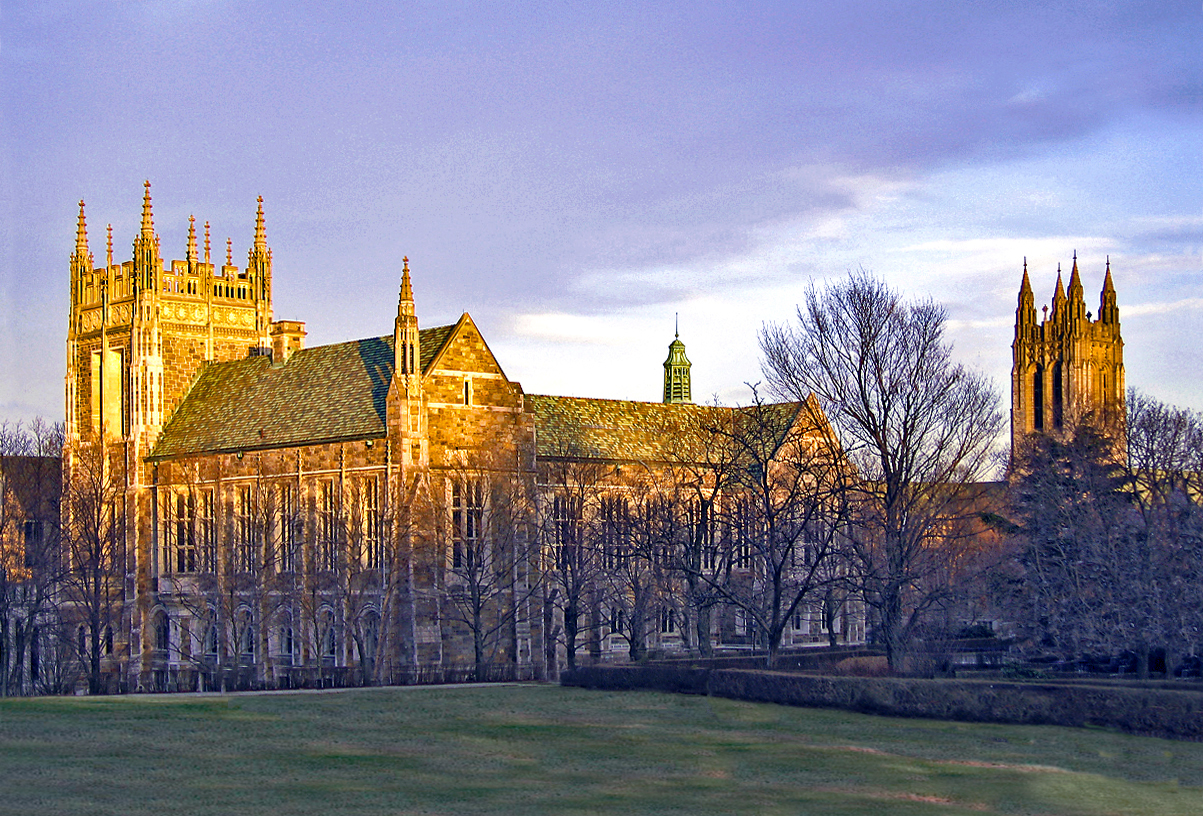
Бостонський коледж

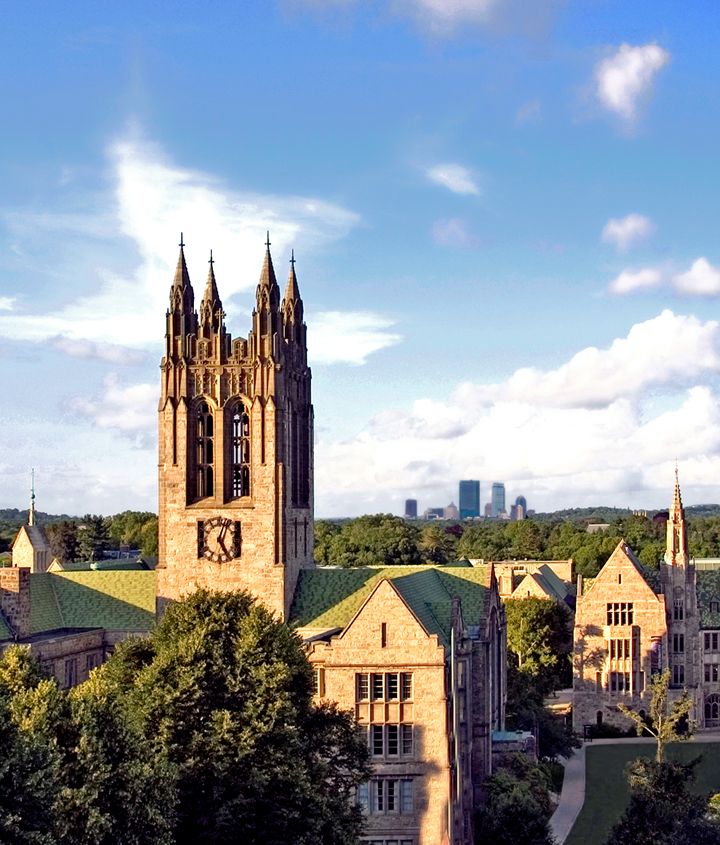
Вежа Гасон, на горизонті видно хмарочоси Бостона

До складу Бостонського коледжу входять два коледжу і сім шкіл:
- Коледж мистецтв і наук
- Вища школа мистецтв і наук
- Школа менеджменту Керролл
- Педагогічна школа Лінча
- Школа медичного персоналу Коннелла
- Вища школа соціальної роботи
- Юридична школа
- Богословська школа
- Коледж управління Вудса

## Відомі випускники
- Конгресмен і спікер Палати представників США протягом десяти років (1977—1987), демократ, Томас Філліп О'Нейл (англ. Tip O'Neill).
- Шостий міністр праці США (1948—1953), Моріс Тобін
- Рональд (Рон) Овсепян, виконавчий директор компанії Novell, Inc.
- Джон Керрі — 68-й держсекретар США, сенатор штату Массачусетс (1985—2013) і кандидат у президенти в 2004 році.
- Скотт Браун — сенатор штату Массачусетс (2010—2012).
- Крістофер О'Доннелл — американський актор.
- Пітер Лінч — американський фінансист, інвестор. З 1977 по 1990 рр. керував Fidelity Magellan Fund.
- Томас Маккарті — американський актор, сценарист і режисер.
- Леонард Німой — американський актор, режисер, поет і фотограф.
- Рікіші — американський атлет, реслер.
- Емі Поулер — американська комедійна актриса.
- Ніколас Бернс — американський дипломат. Член Ради з міжнародних відносин і Тристоронньої комісії.
- Джон Кертін — 14 -й прем'єр-міністр Австралії (7 жовтня 1941 — 5 липня 1945).
- Джон Френсіс Фіцджеральд — політик, дідусь 35-го президента США Джона Кеннеді.
- Черіл Джекс — американський політичний діяч і активістка ЛГБТ-руху.
- Деннел Патрік «Ден» Меллі — 88-й і нині чинний губернатор штату Коннектикут.
- Річард Джеймс Кушинг — американський кардинал. Титулярний єпископ Мели і допоміжний єпископ Бостона.
- Вільям Генрі О'Коннелл — американський кардинал. Єпископ Портленда з 8 лютого 1901 по 21 лютого 1906.
- Ліза Піччирілло — американська математикиня, працює в галузі геометрії та маловимірної топології.